# Nazionale maschile di hockey su ghiaccio dell'Unione Sovietica
La nazionale di hockey su ghiaccio maschile dell'Unione Sovietica fu una delle più importanti rappresentative di hockey su ghiaccio della storia, in un lasso di tempo che andò dal 1954 fino al 1991, periodo in cui furono organizzati nel paese quattro campionati mondiali. I sovietici si imposero come una delle squadre più forti della storia, vincendo quasi tutti i campionati mondiali e i tornei olimpici a cui prese parte. A causa della questione del dilettantismo, problema che spinse Hockey Canada a ritirarsi da alcuni eventi della IIHF nel corso degli anni 1970, spesso la partecipazione della nazionale ai Giochi olimpici invernali fu contestata.
Nonostante questo l'Unione Sovietica riuscì a imporsi sia a livello dilettantistico che professionistico. Dopo il 1991 si formò la Squadra Unificata, selezione della Comunità degli Stati Indipendenti creata per partecipare ai XVI Giochi olimpici invernali. A partire dal 1993 invece nacquero le nazionali di Bielorussia, Estonia, Kazakistan, Lettonia, Lituania, Russia e Ucraina. La IIHF attribuì il palmares e il titolo sportivo della nazionale sovietica alla Russia, la quale dal 1992 prese parte ai mondiali di Gruppo A, mentre le altre nazionali furono inserite nel Pool C.
In trentasette anni di storia la nazionale sovietica ottenne una serie di successi da record: diciannove medaglie d'oro ai campionati mondiali, oltre a sette argenti e quattro bronzi; in ambito olimpico la nazionale andò sempre a podio, conquistando sette ori, un argento ed un bronzo. Nelle altre competizioni per nazionali l'Unione Sovietica vinse ventisette campionati europei, diciannove Izvestija Trophy e l'edizione della Canada Cup del 1981.

## Lista degli allenatori
- 1953: Anatolij Tarasov
- 1954-1957: Arkadij Černišev
- 1957: Vladimir Egorov
- 1958-1960: Anatolij Tarasov
- 1961-1972: Arkadij Černišev
- 1972-1974: Vsevolod Bobrov
- 1975-1977: Boris Kugalin
- 1977-1991: Victor Tichonov

## Risultati

### Campionati mondiali
| Edizione | Sede                                     | Piazzamento                                               |        |
| -------- | ---------------------------------------- | --------------------------------------------------------- | ------ |
| 1920     |                                          | n/d                                                       |        |
| 1924     |                                          | n/d                                                       |        |
| 1928     |                                          | n/d                                                       |        |
| 1930     |                                          | n/d                                                       |        |
| 1931     |                                          | n/d                                                       |        |
| 1932     |                                          | n/d                                                       |        |
| 1933     |                                          | n/d                                                       |        |
| 1934     |                                          | n/d                                                       |        |
| 1935     |                                          | n/d                                                       |        |
| 1936     |                                          | n/d                                                       |        |
| 1937     |                                          | n/d                                                       |        |
| 1938     |                                          | n/d                                                       |        |
| 1939     |                                          | n/d                                                       |        |
| 1947     |                                          | n/d                                                       |        |
| 1948     |                                          | n/d                                                       |        |
| 1949     |                                          | n/d                                                       |        |
| 1950     |                                          | n/d                                                       |        |
| 1951     |                                          | n/d                                                       |        |
| 1952     |                                          | n/d                                                       |        |
| 1953     |                                          | n/d                                                       |        |
| 1954     | Stoccolma                                | 1º posto                                                  | roster |
| 1955     | Colonia, Düsseldorf, Krefeld e Dortmund  | 2º posto                                                  | roster |
| 1956     | Cortina d'Ampezzo (Olimpiadi invernali)  | 1º posto                                                  | roster |
| 1957     | Mosca                                    | 2º posto                                                  | roster |
| 1958     | Oslo                                     | 2º posto                                                  | roster |
| 1959     | Cecoslovacchia                           | 3º posto                                                  | roster |
| 1960     | Squaw Valley (Olimpiadi invernali)       | 3º posto                                                  | roster |
| 1961     | Ginevra e Losanna                        | 3º posto                                                  | roster |
| 1962     |                                          | n/d                                                       |        |
| 1963     | Stoccolma                                | 1º posto                                                  | roster |
| 1964     | Innsbruck (Olimpiadi invernali)          | 1º posto                                                  | roster |
| 1965     | Tampere                                  | 1º posto                                                  | roster |
| 1966     | Lubiana                                  | 1º posto                                                  | roster |
| 1967     | Vienna                                   | 1º posto                                                  | roster |
| 1968     | Grenoble (Olimpiadi invernali)           | 1º posto                                                  | roster |
| 1969     | Stoccolma                                | 1º posto                                                  | roster |
| 1970     | Stoccolma                                | 1º posto                                                  | roster |
| 1971     | Ginevra e Berna                          | 2º posto                                                  | roster |
| 1972     | Praga                                    | 2º posto                                                  | roster |
| 1973     | Mosca                                    | 1º posto                                                  | roster |
| 1974     | Helsinki                                 | 1º posto                                                  | roster |
| 1975     | Monaco e Düsseldorf                      | 1º posto                                                  | roster |
| 1976     | Katowice                                 | 2º posto                                                  | roster |
| 1977     | Vienna                                   | 3º posto                                                  | roster |
| 1978     | Praga                                    | 1º posto                                                  | roster |
| 1979     | Mosca                                    | 1º posto                                                  | roster |
| 1981     | Göteborg                                 | 1º posto                                                  | roster |
| 1982     | Helsinki e Tampere                       | 1º posto                                                  | roster |
| 1983     | Dortmund, Düsseldorf e Monaco di Baviera | 1º posto                                                  | roster |
| 1985     | Praga                                    | 3º posto                                                  | roster |
| 1986     | Mosca                                    | 1º posto                                                  | roster |
| 1987     | Vienna                                   | 2º posto                                                  | roster |
| 1989     | Stoccolma e Södertälje                   | 1º posto                                                  | roster |
| 1990     | Berna e Friburgo                         | 1º posto                                                  | roster |
| 1991     | Turku, Tampere e Helsinki                | 3º posto                                                  | roster |
| 1992     |                                          | n/d                                                       |        |
| 1993     |                                          | n/d                                                       |        |
| 1994     |                                          | n/d                                                       |        |
| 1995     |                                          | n/d                                                       |        |
| 1996     |                                          | n/d                                                       |        |
| 1997     |                                          | n/d                                                       |        |
| 1998     |                                          | n/d                                                       |        |
| 1999     |                                          | n/d                                                       |        |
| 2000     |                                          | n/d                                                       |        |
| 2001     |                                          | n/d                                                       |        |
| 2002     |                                          | n/d                                                       |        |
| 2003     |                                          | n/d                                                       |        |
| 2004     |                                          | n/d                                                       |        |
| 2005     |                                          | n/d                                                       |        |
| 2006     |                                          | n/d                                                       |        |
| 2007     |                                          | n/d                                                       |        |
| 2008     |                                          | n/d                                                       |        |
| 2009     |                                          | n/d                                                       |        |
| 2010     |                                          | n/d                                                       |        |
| 2011     |                                          | n/d                                                       |        |
| 2012     |                                          | n/d                                                       |        |
| 2013     |                                          | n/d                                                       |        |
| 2014     |                                          | n/d                                                       |        |
| 2015     |                                          | n/d                                                       |        |
| 2016     |                                          | n/d                                                       |        |
| 2017     |                                          | n/d                                                       |        |
| 2018     |                                          | n/d                                                       |        |
| 2019     |                                          | n/d                                                       |        |
| 2020     |                                          | Competizioni annullate a causa della pandemia di COVID-19 |        |
| 2021     |                                          | Competizioni annullate a causa della pandemia di COVID-19 |        |

### Olimpiadi
| Edizione | Sede                   | Piazzamento |        |
| -------- | ---------------------- | ----------- | ------ |
| 1920     | Anversa                | n/d         |        |
| 1924     | Chamonix               | n/d         |        |
| 1928     | Sankt Moritz           | n/d         |        |
| 1932     | Lake Placid            | n/d         |        |
| 1936     | Garmisch-Partenkirchen | n/d         |        |
| 1948     | Sankt Moritz           | n/d         |        |
| 1952     | Oslo                   | n/d         |        |
| 1956     | Cortina d'Ampezzo      | 1º posto    | roster |
| 1960     | Squaw Valley           | 3º posto    | roster |
| 1964     | Innsbruck              | 1º posto    | roster |
| 1968     | Grenoble               | 1º posto    | roster |
| 1972     | Sapporo                | 1º posto    | roster |
| 1976     | Innsbruck              | 1º posto    | roster |
| 1980     | Lake Placid            | 2º posto    | roster |
| 1984     | Sarajevo               | 1º posto    | roster |
| 1988     | Calgary                | 1º posto    | roster |
| 1992     | Albertville            | n/d         |        |
| 1994     | Lillehammer            | n/d         |        |
| 1998     | Nagano                 | n/d         |        |
| 2002     | Salt Lake City         | n/d         |        |
| 2006     | Torino                 | n/d         |        |
| 2010     | Vancouver              | n/d         |        |

### Canada Cup
| Anno | Competizione        | Sede                                                                                               | Piazzamento |        |
| ---- | ------------------- | -------------------------------------------------------------------------------------------------- | ----------- | ------ |
| 1976 | Canada Cup          | Ottawa, Toronto, Montréal Filadelfia                                                               | 3º posto    | roster |
| 1981 | Canada Cup          | Edmonton, Winnipeg, Montréal e Ottawa                                                              | 1º posto    | roster |
| 1984 | Canada Cup          | Halifax, Montréal, London, Edmonton, Vancouver, Calgary Buffalo                                    | 3º posto    | roster |
| 1987 | Canada Cup          | Calgary, Hamilton, Regina, Sydney, Montréal Hartford                                               | 2º posto    | roster |
| 1991 | Canada Cup          | Toronto, Hamilton, Saskatoon, Montréal, Québec Pittsburgh, Detroit e Chicago                       | 5º posto    | roster |
| 1996 | World Cup of Hockey | Vancouver, Ottawa e Montréal New York e Filadelfia Stoccolma Helsinki Garmisch-Partenkirchen Praga | n/d         |        |
| 2004 | World Cup of Hockey | Toronto e Montréal Saint Paul Stoccolma Helsinki Colonia Praga                                     | n/d         |        |
| 2016 | World Cup of Hockey | Toronto                                                                                            | n/d         |        |

## Nazionale Under-20
L'Unione Sovietica prese parte al Campionato mondiale di hockey su ghiaccio Under-20 fin dalla sua nascita nel 1977 fino al 1992, e fu sede delle competizioni in due occasioni. Il suo palmarès, acquisito dopo la dissoluzione dalla compagine russa, vanta nove medaglie d'oro, tre d'argento e due di bronzo, per un totale di quattordici medaglie.

## Nazionale Under-18
L'Unione Sovietica prese parte al Campionato europeo di hockey su ghiaccio Under-18 fin dalla sua nascita nel 1968 fino al 1993, e fu sede delle competizioni in tre occasioni. Il suo palmarès, acquisito dopo la dissoluzione dalla compagine russa, vanta undici medaglie d'oro, sette d'argento e cinque di bronzo.